# Шери, Кендра
Кендра́ Шери́ (фр. Kendra Chéry; 16 июля 2001, Лез-Абим, Гваделупа) — французская баскетболистка, выступающая на позиции лёгкого форварда.

## Карьера
Родилась 16 июля 2001 года в Лез-Абиме, Гваделупа. Есть брат Валентин. Отец играл в баскетбол на профессиональном уровне. Первоначально занималась в Федеральном баскетбольном центре. В 2018 году стала игроком французского «Лиона». В период 2019—2020 годов играла в аренде за клуб «Рош-Ванде», за который в среднем набирала 3,8 очка при 25,9 % результативности бросков, совершала 3,4 подбора и 0,9 результативных передачи. В конце 2020 году присоединилась к «Ландам». В апреле 2022 года вместе с командой стала обладательницей Кубка Франции.

### В сборной
Принимала участие на чемпионах Европы среди девушек до 16 лет в 2016 и 2017 годах, по результатам которых сборная Франции заняла третье и первое места соответственно. В 2018 году играла в составе сборной на чемпионате мира среди девушек до 17 лет, завоевала серебряные медали, уступив в финальном матче команде США.
В 2022 году дебютировала в национальной сборной, сыграв в трёх матчах квалификации чемпионата мира.